# Supershowen
Supershowen är ett showprogram för barn i åldrarna 6-12 år som sändes 2015 och 2016 på SVTbarn. Barn uppträder med sina favoritlåtar inför en jury, sedan röstar tittarna fram Årets Supershoware.
Programmet leds av David Lindgren och Peter Englunds karaktär "SuperPeter".